# Округ Бјут (Ајдахо)
Бјут (енгл. Butte County) је округ у америчкој савезној држави Ајдахо.

## Демографија
По попису из 2010. године број становника је 2.891, што је 8 (-0,3%) становника мање 2000. године.
| Група             | 2000.         | 2010.         |
| Белци             | 2.706 (93,3%) | 2.713 (93,8%) |
| Афроамериканци    | 8 (0,3%)      | 6 (0,2%)      |
| Азијати           | 7 (0,2%)      | 5 (0,2%)      |
| Хиспаноамериканци | 120 (4,1%)    | 119 (4,1%)    |
| Укупно            | 2.899         | 2.891         |